# Mikania karsteniana
Mikania karsteniana là một loài thực vật có hoa trong họ Cúc. Loài này được Klotzsch mô tả khoa học đầu tiên năm 1901.